# مات بلير
مات بلير (20 سبتمبر 1950 - 22 أكتوبر 2020)، هو لاعب كرة قدم أمريكية أمريكي، ولد في هيلو في الولايات المتحدة.

## وصلات خارجية
- مات بلير على موقع مرجع كرة القدم المحترفة.كوم (الإنجليزية)
- مات بلير على موقع قاعة آيوا للمشاهير الرياضية (الإنجليزية)